# آهوی وحشی (فیلم)
آهوی وحشی فیلمی به کارگردانی و نویسندگی حمید خیرالدین ساختهٔ سال ۱۳۶۹ است.

## بازیگران
- جهانگیر الماسی
- آتنه فقیه نصیری
- حسین خانی بیک
- فریبرز عرب نیا
- فریده سپاه‌منصور
- فریدون امیرعبدالهیان
- حسین گوهری
- امیرعلی مژدهی
- فرحناز فنونی
- رحیم موسوی
- جواد احمدیان
- ابوالفضل غلامرضایی
- شیما دل‌افروز
- رسول نجفیان
- مهدی میامی
- رضا دلارام